# Drac Gaudiamus
Gaudiamus és una bèstia que representa el drac d'Antoni Gaudí del Parc Güell, segurament la imatge més coneguda del barri del Coll. És una figura innovadora perquè s'allunya del model de bèstia típica de la imatgeria festiva i popular barcelonina, amb el cos cobert de trencadís gaudinià.
La iniciativa de construir el drac fou de la colla de diables Malèfica del Coll, que volia adquirir una bèstia foguera per animar els correfocs i les cercaviles que alhora s'identifiqués amb el barri. El drac es va construir gràcies a donatius dels veïns i empreses del barri i el finançament del districte de Gràcia. La colla n'encarregà la construcció a l'artista Dolors Sans, de Vilafranca del Penedès, que l'enllestí el 1999. El dia 5 de juny d'aquell any, en Gaudiamus es presentà al barri en una performance al Parc Güell que simulava el naixement del nou drac; seguidament, es va fer un acte al Parc de la Creueta del Coll i un correfoc pel barri. Els seus padrins van ser el drac de Gràcia i el drac Capallà d'Horta.
El drac actua en correfocs i espectacles pirotècnics diversos, acompanyat dels diables i de membres de la colla que fan funcions diferents. Hi ha dos portadors, que el mouen i el fan ballar; el pastor, que el guia i dona instruccions als portadors; els civaders, que posen i treuen la pirotècnia cremada dels punts de foc; i el carro, que és com s'anomena aquell qui porta el material per a cremar. Per una altra banda, també participa en cercaviles sense foc, acompanyat només pels portadors i el pastor.
El drac Gaudiamus fa un paper important en el calendari festiu gracienc, però també el podem veure als correfocs, trobades i cercaviles de més barris de la ciutat i de fora, acompanyat sempre dels ritmes dels tabalers de la colla.